# المومياء (فلم 2017)
المومياء هو فيلم حركة ومغامرات وفنتازيا من إخراج أليكس كورتزمان. الفيلم من بطولة توم كروز، أنابيل واليس، صوفيا بوتلة، جيك جونسون، وراسل كرو. صدر الفيلم في 9 يونيو 2017.

## الممثلون
- توم كروز في دور تايلر كولت[1][2]
- أنابيل واليس في دور جيني هالسي[3]
- صوفيا بوتلة في دور المومياء[1][4]
- جاك جوهنسون[5]
- كورتني بي. فانس في دور
- جيك جونسون في دور الدكتور هنري جيكل [6][6]
- سيلفا راسالينغام في دور الملك منحيبتر
- ديلان سميث في دور لورينزو مونتاناري
- ريز كيمبتون في دور مراقب عمال
- مروان كنزاري[7]

## طالع كذلك
- 1999 : المومياء 1
- 2001 : المومياء 2 : عودة المومياء
- 2008 : المومياء 3 : قبر إمبراطور التنين

## روابط خارجية
- مقالات تستعمل روابط فنية بلا صلة مع ويكي بيانات